# Vinařská oblast Alto Douro
Vinařská oblast Alto Douro (Vysoké Douro) leží na portugalských březích řeky Douro na severovýchodě země. Oblast má rozlohu cca 24 600 ha. Víno se zde vyrábí již 2 000 let a v roce 1756 byla oblast vyhlášena první zákonem chráněnou vinařskou oblastí. Nejznámější víno je portské. V roce 2001 bylo Alto Douro zapsáno na seznam světového dědictví UNESCO.
Region se skládá z 13 obcí (concelhos): Mesão Frio, Peso da Régua, Santa Marta de Penaguião, Vila Real, Alijó, Sabrosa, Carrazedo de Ansiaes, Torre de Moncorvo, Lamego, Armamar, Tabuaço, S. João da Pesqueira a Vila Nova de Foz Côa.

## Fotogalerie

tok Doura na Pyrenejském poloostrově
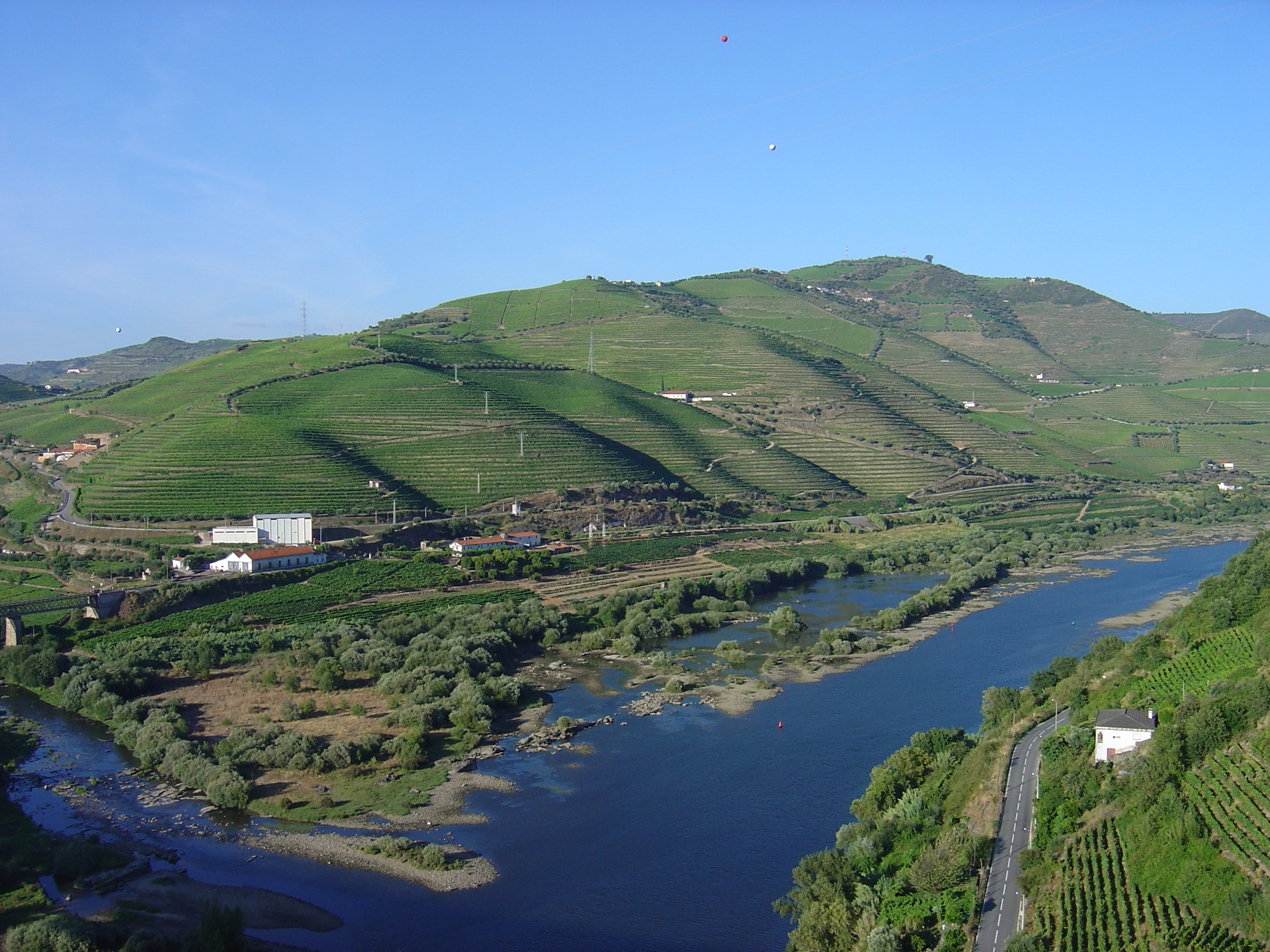
zdejší krajina 1
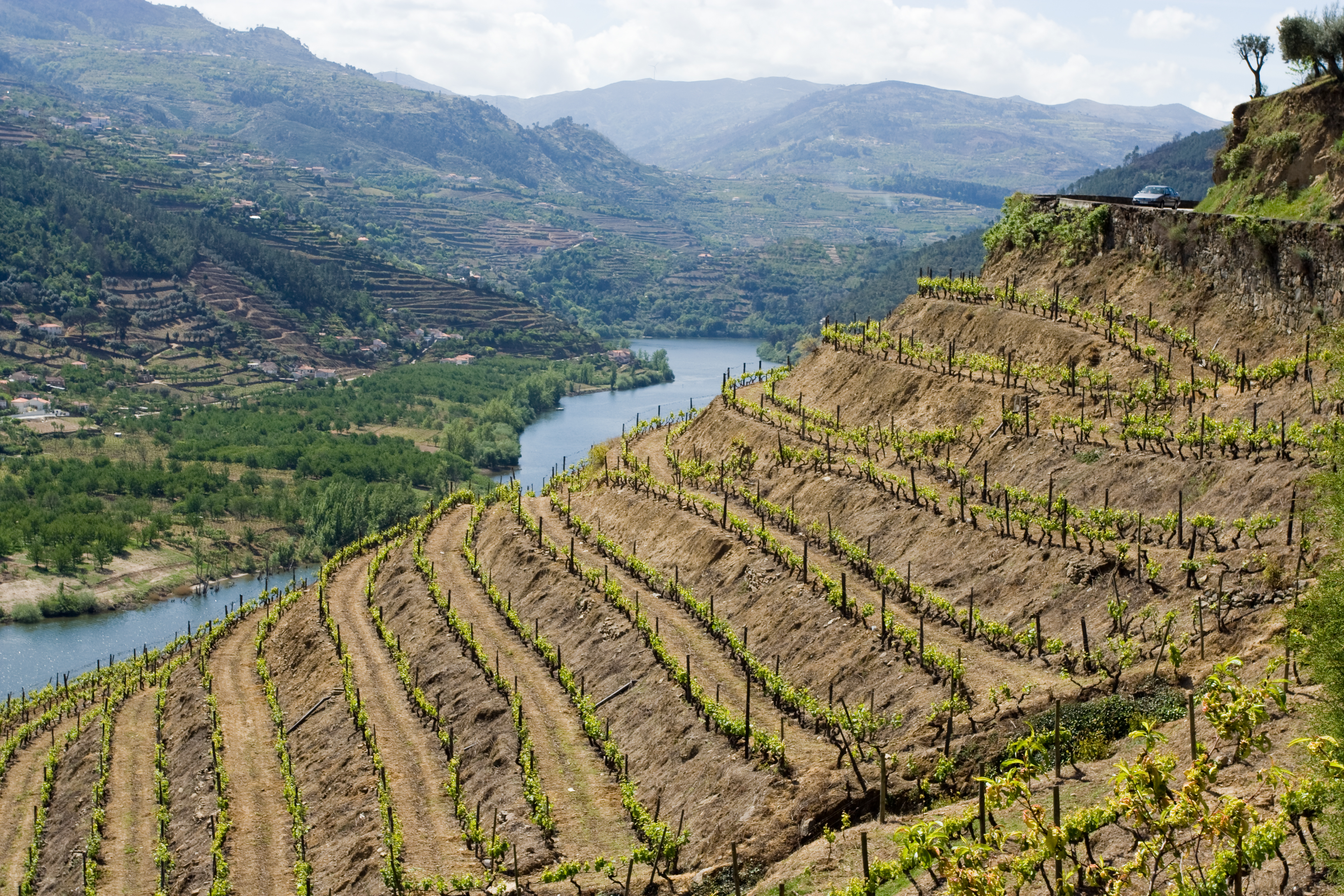
zdejší krajina 2
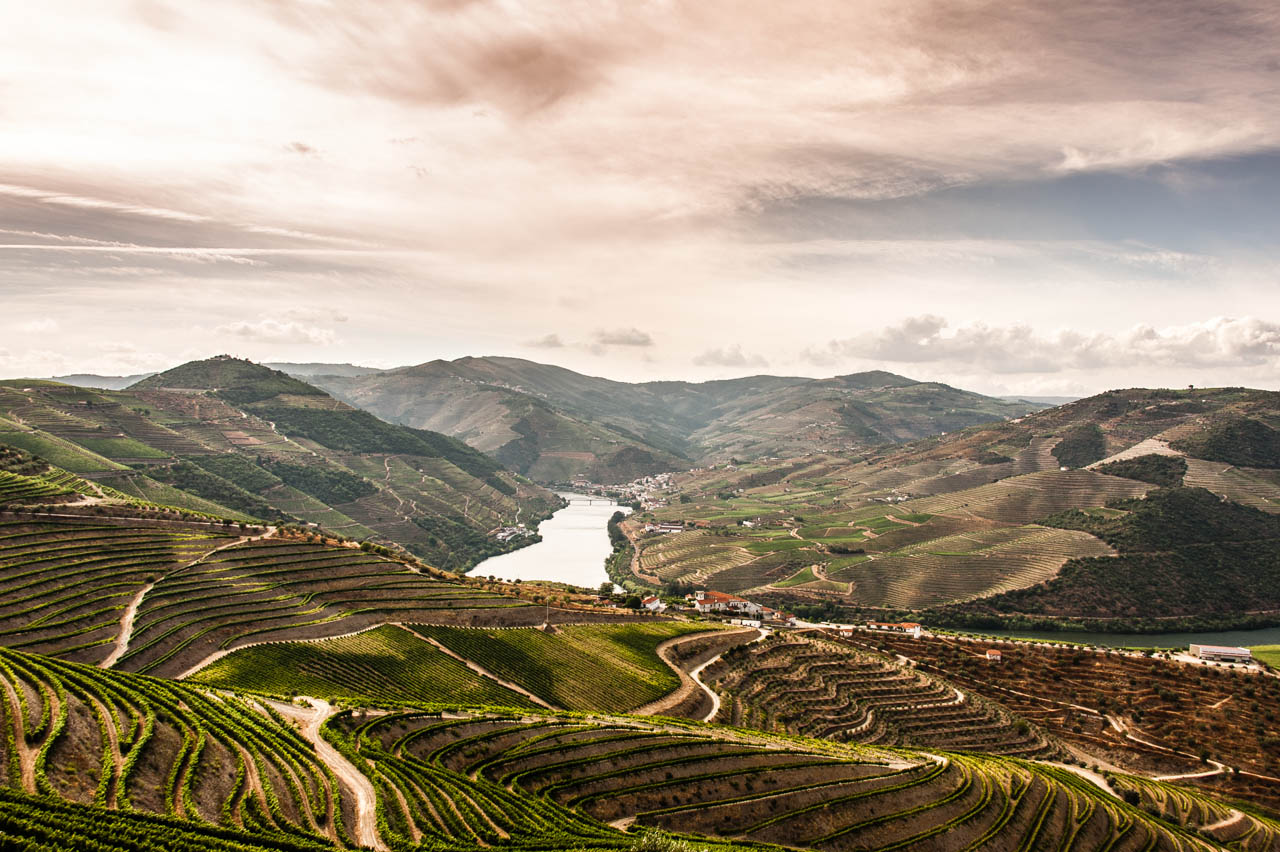
zdejší krajina 3
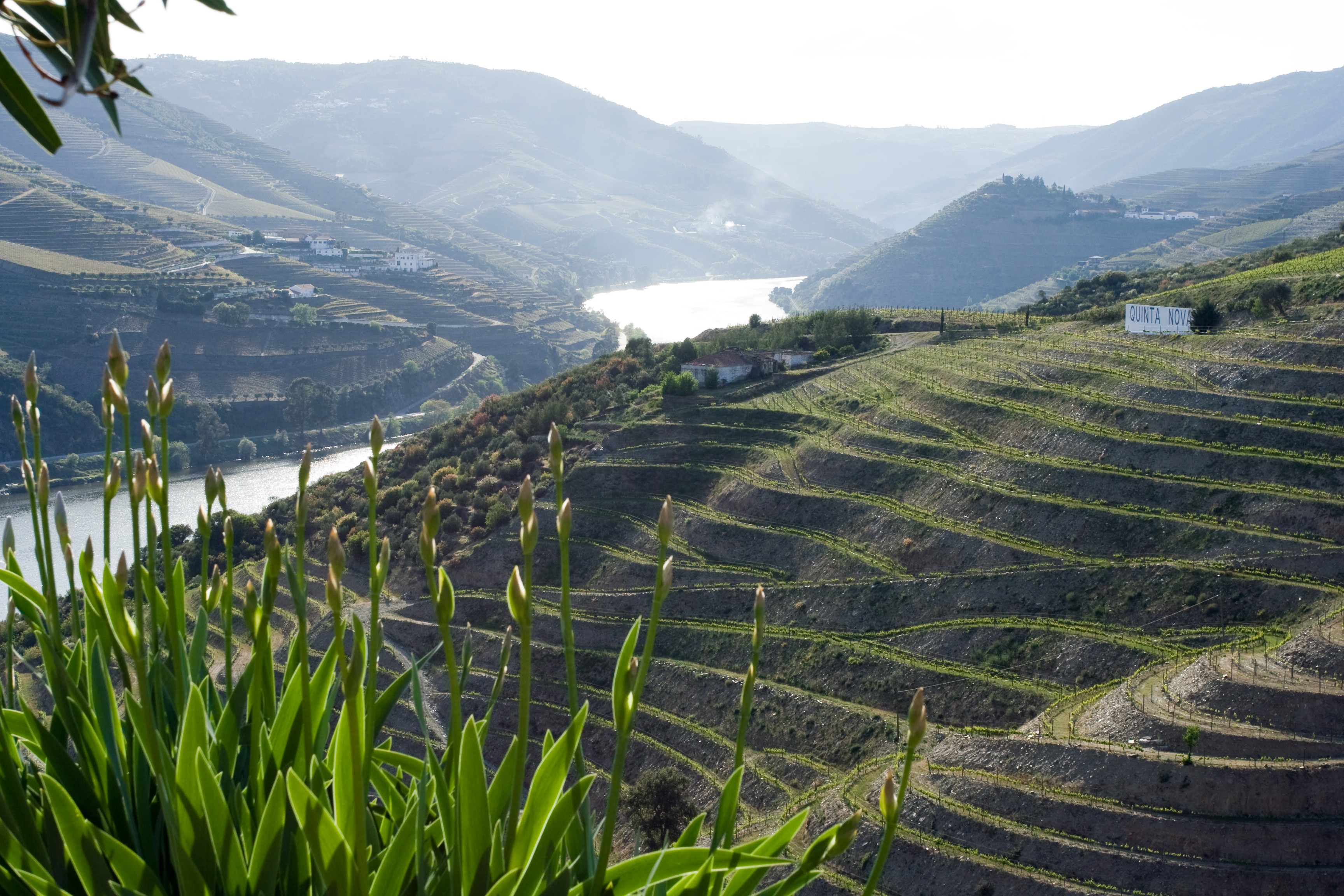
Douro v obci Quinta Nova